# Paderno Franciacorta
Paderno Franciacorta – miejscowość i gmina we Włoszech, w regionie Lombardia, w prowincji Brescia.
Według danych na rok 2004 gminę zamieszkiwały 3382 osoby, 676,4 os./km².